# Joan Roca i Fontané
Joan Roca i Fontané, né le 11 février 1964 à Gérone, est un chef cuisinier catalan-espagnol, chef triplement étoilé au guide Michelin du restaurant El Celler de Can Roca situé dans sa ville natale, deux fois élu meilleur restaurant du monde au World's 50 Best Restaurants en 2013 et 2015.

## Biographie
Joan Roca i Fontané effectue ses études de cuisinier à l'école hôtelière de Gérone. Il y sera plus tard lui-même enseignant. Il travaille ensuite dans le restaurant traditionnel de cuisine catalane de ses parents et grands-parents. En 1986, il fonde son propre restaurant, El Celler de Can Roca, avec ses frères Josep (sommelier) et Jordi (desserts). Il y développe un style alliant cuisine traditionnelle et techniques d'avant-garde, qu'il qualifie lui-même de technico-émotionnel. Cette démarche implique la recherche de nouvelles techniques qu'il applique à la cuisine traditionnelle, parmi lesquelles figurent la cuisson sous vide, la cuisson au parfum et la distillation, ainsi que l'utilisation de la fumée comme un des ingrédients dans la préparation de certains plats.
Il est invité d'honneur du Festival international du livre d'art et du film à Perpignan en 2014.

## Distinctions
- 2000 : Cuisinier de l'année, par l'Académie espagnole de gastronomie[2].
- 2002 : Deuxième étoile Michelin.
- 2009 : Troisième étoile Michelin[3] et classement d'El Celler de Can Roca comme 5e meilleur restaurant du monde dans la revue britannique Restaurant.
- 2010 : Docteur honoris causa de l'Université de Gérone[4].
- 2011 : Désigné comme l'un des vingt chefs cuisiniers les plus influents du monde par un panel d'un millier de journalistes culinaires à travers le monde[5]. Classement comme 2e meilleur restaurant du monde dans la revue Restaurant.
- 2013 : Classement comme le meilleur restaurant du monde dans la revue Restaurant[6].
- 2014 : Classement comme 2e meilleur restaurant du monde dans la revue Restaurant

## Publications
- Joan Roca et Salvador Brugués (trad. de l'espagnol), La cuisine sous vide [« La cocina al vacio »], Barcelone, Montagud editores, 2008, 189 p. (ISBN 978-84-7212-111-9, BNF 41351152)
- Joan, Josep et Jordi Roca, El Celler de Can Roca
- Joan Roca et Monserrat Fontané, Les receptes catalanes de tota la vida
- Joan Roca, La cuina de la meva mare
- Joan Roca, Deu menus per a un concert